# Казимир Олександр Потій
Казимир Олександр Потій (біл. Казімір Аляксандр Пацей, 14 травня 1666 р. — 10 червня 1728 р.) — державний діяч Великого князівства Литовського, хорунжий троцький (1692–1700 рр.), каштелян вітебський (1700–1703 рр.) і троцький (1703–1705 рр.), воєвода вітебський (1705–1728 рр.), староста рогачівський, суразький і жижморський.

## Життєпис
Представник литовського шляхетського роду Потіїв (Поцеїв) гербу «Вага». Молодший син воєводи вітебського Леонарда Габріеля Потія (1632–1695 рр.) і його дружини Регіни Огінської — дочки стольника і тіуна троцького, князя Льва Самуїла Огінського (близько 1595–1657 рр.). Старший брат — каштелян віленський і гетьман великий литовський Людовик Костянтин Потій (1664–1730 рр.).
- 1692 р. отримав посаду хорунжого троцького,
- 1700 р. був призначений каштеляном вітебським,
- 1703 р. став каштеляном троцьким.
- 1705 р. отримав посаду воєводи вітебського.

Під час Громадянської війни у Великому князівстві Литовському Казимир Олександр Поцей підтримував республіканців — противників Сапег. Учасник конфедерації війська ВКЛ проти Сапег у 1696 році і битви при Олькеніках у 1700 році. У січні 1701 р. на чолі шляхетського ополчення розбив 16 кінних корогв Сапег і загони селян, зібрані і озброєні Сапегами.
Підтримував політику польського короля Августа II Сильного, прагнув встановити в Речі Посполитій абсолютну владу. Учасник Сандомирської конфедерації, прихильник Росії в боротьбі проти шведського короля Карла XII Ґустав. У 1708 р. тимчасово перейшов на бік Станіслава Лещинського, ставленика Швеції. У 1709 р. знову приєднався до Августа II Фрідріха Сильного.

### Родина
Був двічі одружений. Близько 1707 р. у першому шлюбі з Ганною Терезою Лєтовою (пом. після 1712 р.), вдруге одружився з Францискою Халецькою (близько 1682–1774 рр.). Їх діти:
- Антоній (†1749 р.) — стражник великий литовський
- Олександр (†1770 р.) — воєвода трокський
- Михайло (†1787 р.) — староста рогачівський і жижморський
- Барбара — дружина писаря великого литовського Юзефа Бжостовського
- Тереза — дружина стольника великого коронного Ігнация Гумецького.[джерело?]